# Wolha Samusik
Wolha Samusik, Olga Samusik (biał. Вольга Самусік, ros. Ольга Самусик; ur. 7 stycznia 1985 w Mińsku, zm. 7 grudnia 2010 tamże) – białoruska piosenkarka.
Ukończyła dziennikarstwo na Białoruskim Uniwersytecie Państwowym (2008). Współpracowała z kilkoma gazetami. Była wokalistką grup: žygimont VAZA, Tarpacz, Hasta La Fillsta. W 2008 roku otrzymała nagrodę rok-kniaziówny (nagrodę specjalną) białoruskiej nagrody muzycznej Rok-Karanacja za 2007 rok.
Zmarła po długiej chorobie.